# قوشة عليا
قوشة عليا هي قرية في مقاطعة مشكين شهر، إيران. يقدر عدد سكانها بـ 263 نسمة بحسب إحصاء 2016.